# NEUROD6
NEUROD6 (англ. Neuronal differentiation 6) – білок, який кодується однойменним геном, розташованим у людей на 7-й хромосомі. Довжина поліпептидного ланцюга білка становить 337 амінокислот, а молекулярна маса — 38 705.
| 10         |  | 20         |  | 30         |  | 40         |  | 50         |
| ---------- |  | ---------- |  | ---------- |  | ---------- |  | ---------- |
| MLTLPFDESV |  | VMPESQMCRK |  | FSRECEDQKQ |  | IKKPESFSKQ |  | IVLRGKSIKR |
| APGEETEKEE |  | EEEDREEEDE |  | NGLPRRRGLR |  | KKKTTKLRLE |  | RVKFRRQEAN |
| ARERNRMHGL |  | NDALDNLRKV |  | VPCYSKTQKL |  | SKIETLRLAK |  | NYIWALSEIL |
| RIGKRPDLLT |  | FVQNLCKGLS |  | QPTTNLVAGC |  | LQLNARSFLM |  | GQGGEAAHHT |
| RSPYSTFYPP |  | YHSPELTTPP |  | GHGTLDNSKS |  | MKPYNYCSAY |  | ESFYESTSPE |
| CASPQFEGPL |  | SPPPINYNGI |  | FSLKQEETLD |  | YGKNYNYGMH |  | YCAVPPRGPL |
| GQGAMFRLPT |  | DSHFPYDLHL |  | RSQSLTMQDE |  | LNAVFHN    |  |            |

A: Аланін

C: Цистеїн

D: Аспарагінова кислота

E: Глутамінова кислота

F: Фенілаланін

G: Гліцин

H: Гістидин

I: Ізолейцин

K: Лізин

L: Лейцин

M: Метіонін

N: Аспарагін

P: Пролін

Q: Глутамін

R: Аргінін

S: Серин

T: Треонін

V: Валін

W: Триптофан

Кодований геном білок за функціями належить до активаторів, білків розвитку. 
Задіяний у таких біологічних процесах, як транскрипція, регуляція транскрипції, диференціація клітин, нейрогенез. 
Білок має сайт для зв'язування з ДНК. 
Локалізований у ядрі.